# 호서중학교
호서중학교(澔西中學校)는 대한민국 충청남도 당진시 읍내동에 있는 사립 중학교이다.

## 학교 연혁
- 1956년 4월 15일 : 호서고등공민학교 설립 인가
- 1967년 1월 9일 : 호서중학교 본관 완공
- 1967년 10월 23일 : 학교법인 명휘학원 설립 인가
- 1967년 10월 23일 : 학교법인 명휘학원 초대 이사장 고남 이명휘 선생 취임
- 1968년 3월 2일 : 호서중학교 개교
- 1968년 3월 2일 : 초대 맹원형 교장 취임
- 1973년 7월 11일 : 수미관(실내체육관) 건립
- 1990년 12월 1일 : 제3대 이규호 이사장 취임
- 1995년 10월 23일 : 교사 증·개축
- 2002년 12월 20일 : 별관 개축(특별실 7실)
- 2020년 3월 1일 : 제10대 손인영 교장 취임
- 2021년 1월 14일 : 제51회 졸업식(총 졸업생 수 13,938명)
- 2021년 3월 2일 : 2021학년도 입학식

## 참고 자료
- 호서중학교 - 한국교육학술정보원 학교알리미